# Стугівщина
Сту́гівщина — село в Україні, в Коростенському районі Житомирської області. Входить до складу Овруцької міської громади. Населення становить 249 осіб.

## Історія
У 1906 році село Покалівської волості Овруцького повіту Волинської губернії. Відстань від повітового міста 21 верста, від волості 6. Дворів 52, мешканців 374.

## Постаті
- Пилипчук Віталій Васильович — старший лейтенант Збройних сил України, учасник російсько-української війни 2014—2017.